# Nicolas Chuquet
Nicolas Chuquet (em francês: [ʃykɛ]; nascido c. 1445 - c. 1455; morto c. 1488 - c. 1500) foi um matemático francês. Ele inventou sua própria notação para conceitos algébricos e exponenciação. Ele pode ter sido o primeiro matemático a reconhecer números zero e negativos como expoentes. 
Em 1475, Jehan Adam registrou as palavras "bymillion" e "trimillion" (para 1012 e 1018) e acredita-se que essas palavras ou similares eram de uso geral naquela época.

Em 1484, Chuquet escreveu um artigo Triparty en la science des nombres, que foi inédito em sua vida. A maior parte, no entanto, foi copiada sem atribuição por Estienne de La Roche em seu livro de 1520, l'Arismetique. Na década de 1870, o estudioso Aristide Marre descobriu o manuscrito de Chuquet e o publicou em 1880. O manuscrito continha anotações na caligrafia de de la Roche. Seu artigo mostra um grande número dividido em grupos de seis dígitos, e em uma pequena passagem ele afirma que os grupos podem ser chamados:

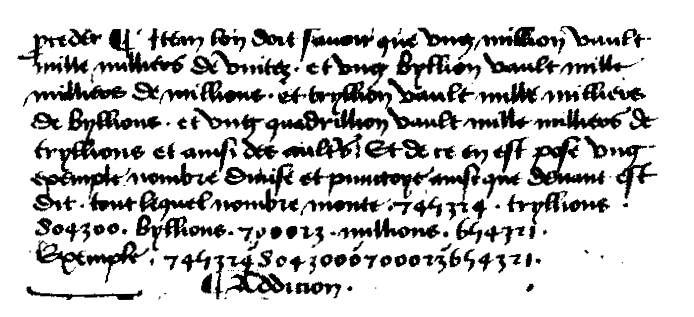
Le Triparty en la Science des Nombres par Maistre Nicolas Chuquet Parisien
- um extrato do manuscrito original de Chuquet de 1484

Em uma segunda passagem, ele escreveu:
... Item lon doit savoir que ung million vault mille milliers de unitez, et ung byllion vault mille milliers de millions, et [ung] tryllion vault mille milliers de byllions, et ung quadrillion vault mille milliers de tryllions et ainsi des aultres : Et de ce en est pose ung exemple nombre divise et punctoye ainsi que devant est dit, tout lequel nombre monte 745324 tryllions 804300 byllions 700023 milhões 654321. Exemplo: 745324'8043000'700023'654321 ...
Item: deve-se saber que um milhão vale mil unidades, e um byllion vale mil milhões, e tryillion vale mil byllions, e um quatrilhão vale mil trilhões, e assim por diante para os outros. E um exemplo disso segue, um número dividido e pontuado como descrito anteriormente, sendo o número inteiro setecentos e quarenta e cinco mil trezentos e vinte e quatro trilhões, 804300 bilhões 700023 milhões 654321 ...
No trecho do manuscrito de Chuquet, a transcrição e a tradução fornecidas aqui contêm um erro original: um zero demais na parte 804300 do exemplo totalmente escrito: 745324'8043000 '700023'654321 ...
No trecho do manuscrito de Chuquet, a transcrição e a tradução fornecidas aqui contêm um erro original: um zero demais na parte 804300 do exemplo totalmente escrito: 745324'8043000 '700023'654321 ...
Chuquet foi, no entanto, o autor original do primeiro trabalho usando uma série sistemática e estendida de nomes terminados em -illion ou -yllion. O sistema em que os nomes milhões, bilhões, trilhões, etc. se referem a potências de um milhão é às vezes referido como o sistema Chuquet.
Em 1514, Budeu introduziu o termo Milliard ou Milliart para 1012, que foi amplamente divulgado por volta de 1550 pelo influente Jacques Peletier du Mans. Milliard foi reduzido a 109 por volta do final do século 17, deixando o moderno sistema de escala longa. Este sistema é por vezes referido como o sistema Chuquet-Peletier.
Muito mais tarde, na França e nos EUA, estabeleceu-se um sistema diferente, o de escala curta, onde o termo bilhão significa109.
No século passado, a Inglaterra e outros países de língua inglesa se juntaram aos EUA e a alguns países no uso do sistema de escala curta; enquanto a França voltou a juntar-se à Alemanha, a grande parte da Europa e a alguns outros países do sistema Chuquet-Peletier, ou de longa escala.
| Comparação em escala curta | Chuquet      | Peletier    | Sistemática | Base 10 | Prefixo SI |
| -------------------------- | ------------ | ----------- | ----------- | ------- | ---------- |
| unidade                    | unidade      | unidade     | Milhões 0   | 10 0    | (nenhuma)  |
| Mil                        | Mil          | Mil         | Milhões 0,5 | 10 3    | k (quilo)  |
| Milhão                     | Milhão       | Milhão      | Milhão 1    | 10 6    | M (mega)   |
| Bilhão                     | mil milhões  | Bilhão      | Milhões 1,5 | 10 9    | G (giga)   |
| Trilhão                    | Bilhão       | Billion     | Milhões 2   | 10 12   | T (tera)   |
| Quatrilhão                 | mil bilhões  | Bilhar      | Milhões 2,5 | 10 15   | P (peta)   |
| Quintilhão                 | Trilhão      | Trillion    | Milhões 3   | 10 18   | E (exa)    |
| Sextilão                   | mil trilhões | Trilliard   | Milhões 3,5 | 10 21   | Z (zetta)  |
| Septilhão                  | Quatrilhão   | Quadrillion | Milhões 4   | 10 24   | Y (yotta)  |